# Ai-Assa (Ort)
Ai-Assa ist ein osttimoresischer Ort im Suco Ai-Assa (Verwaltungsamt Bobonaro, Gemeinde Bobonaro). Er liegt im Zentrum der Aldeia Ai-Assa, auf einer Meereshöhe von 752 m. Das Dorf verteilt sich beidseitiges oberhalb eines Tals von einem Nebenfluss des Loumea. Eine kleine Straße führt nach Nordosten in den Ort Bobonaro. An ihr liegt die Grundschule Dom Armando Ai-Assa. Auf der Westseite des Dorfes befinden sich eine Kapelle und der Sitz des Sucos. Nach Südosten führt die Piste auf einen Bergrücken zum Nachbardorf Mausama.